# 匹里青河
匹里青河是中华人民共和国新疆维吾尔自治区的一条河流，该河全长45千米，集水面积约794平方千米，年均径流量约为1.72亿立方米。根据匹里青水文站测定，该河春季富水期径流量占全年的42%，冬季枯水期径流量占全年的10.6%。